# محطة بيلغريم للطاقة النووية
محطة بيلغريم للطاقة النووية كانت محطة الطاقة النووية الوحيدة العاملة في ماساتشوستس. تقع المنشأة في قطاع مانوميت في بليموث على خليج كيب كود، في الطرف الجنوبي من روكي بوينت وشمال شاطئ بريسيلا. شيدت شركة بكتل المحطة كما هو الحال في العديد من المحطات المشابهة، وكانت تعمل بواسطة مولد كهربائي ومفاعل ماء مغلي من نوع بي دبليو آر 3 المُطوَّر من شركة جنرال إلكتريك داخل بناء الاحتواء النووي. تمتلك المحطة قدرة إنتاج قدرها 690 ميغاواط. أنتجت محطة بيلغريم نحو 14% من الكهرباء المتولدة في ماساتشوستس.
في 13 أكتوبر 2015، أعلن مالكو المحطة عن إغلاقها بحلول 1 يونيو 2019، مستشهدون بـ «وضع السوق والتكاليف المتزايدة»، التي كانت ستشمل عشرات الملايين من الدولارات من التحديثات الضرورية المتعلقة بالسلامة.

## تاريخيًا
شيدت شركة بوستن إديسون المحطة بمبلغ 231 مليون دولار في عام 1972، ثم باعتها في عام 1999 لشركة إنتيرجي الواقعة في لويزيانا، وهي جزء من صفقة معقدة ناتجة عن رفع القيود التنظيمية المفروضة على قطاع الخدمات الكهربائية.
في 11 أبريل 1986، أُغلقت المحطة بشكل طارئ اضطراريًا بسبب مشكلة متكررة تتعلق بالمعدات.
تحتفظ محطة بيلغريم بالوقود النووي المستهلك في بركة تخزين في الموقع، منتظرة التوجيهات الفدرالية بشأن عملية التخلص الصحيحة. اعتُبر مستودع جبل يوكا للنفايات النووية في نيفادا مؤديًا لهذا الغرض إلى أن جرى استبعاده في عام 2009.
انتهت رخصة التشغيل الأصلية لمحطة بيلغريم في عام 2012. في عام 2006، قدمت شركة إنتيرجي طلبًا للحصول على رخصة تشغيل ممددة (حتى عام 2032) لدى اللجنة التنظيمية النووية. في مايو 2012، وافقت اللجنة التنظيمية النووية على التمديد لمدة عشرين عامًا، وكان رئيس اللجنة، غريغوري جاكسكو، المعارض الوحيد لذلك.
كانت بيلغريم ووتش (مجموعة لمناهضة الطاقة النووية في الولايات المتحدة) المعارض الرئيس لتمديد رخصة المحطة، وهي مجموعة محلية قدمت العديد من التحديات القانونية والإجرائية. أثار النائب العام للدولة تساؤلات عديدة من ضمنها الخطر المحتمل الذي يشكله تخزين الوقود النووي المستهلك في موقع بليموث.
في أبريل من عام 2013، زادت المحطة احتياطاتها الأمنية عقب تفجيرا ماراثون بوسطن.
في يوليو 2013، اضطر المصنع إلى خفض الإنتاج أثناء موجة الحر رغم ارتفاع الطلب على الكهرباء، بسبب تجاوز درجة حرارة المياه المسحوبة من خليج كيب كود 75 درجة فهرنهايت، وهو الحد الذي وضعته اللجنة التنظيمية النووية.
في 22 أغسطس 2013، ومع تشغيل المحطة بنسبة 98% من الطاقة، تعرقلت مضخات مياه التغذية الثلاث الرئيسية في المحطة متسببة بانخفاض مستوى مياه المفاعل. توقف المفاعل عن العمل في وقت لاحق. تسبب فقدان مياه التغذية والتعثر المفاجئ في مستوى الطاقة المرتفع في انخفاض مستوى مياه المفاعل إلى أقل من -46 بوصة. بعد تجاوز هذا الحد، جرى تفعيل نظام تبريد المركز الطارئ تلقائيًا. وسرعان ما أعاد نظاما RCIC وHPCI مستوى مياه المفاعل إلى المستوى الطبيعي. كان سبب التعثر الكهربائي لمضخات التغذية قيد التحقيق.
في 27 يناير 2015، جرى إيقاف تشغيل المصنع بشكل غير مخطط له بسبب العواصف.
أُغلِق المصنع في 31 مايو 2019 وبدأت عملية إيقاف تشغيله.

## السكان المجاورون
تحدد اللجنة التنظيمية النووية منطقتين للتخطيط في حالات الطوارئ حول محطات الطاقة النووية: منطقة مسار للتعرض للانبعاث العمودي يبلغ نصف قطرها 16 كيلومترًا (10 أميال)، تُعنى أساسًا بالتعرض للتلوث الإشعاعي المنقول جوًا واستنشاقه، ومنطقة مسار ابتلاع تبلغ نحو 80 كيلومترًا (50 ميلًا)، تُعنى في المقام الأول بابتلاع الأغذية والسوائل الملوثة بالنشاط الإشعاعي.
في عام 2010، وفقًا لتحليل بيانات التعداد الأمريكية لموقع إم إس إن بي سي دوت كوم، بلغ عدد سكان الولايات المتحدة القاطنين ضمن نطاق 10أميال (16 كيلومترًا) من بيلغريم 75835، بزيادة قدرها 40.5% خلال عقد. بلغ عدد سكان الولايات المتحدة في عام 2010 ضمن بُعد 50 ميلًا (80 كيلومترًا) 4,737,92، بزيادة قدرها 10.2% منذ عام 2000. تُعد بوسطن من بين المدن الواقعة في نطاق 50 ميلًا (على بعد 35 ميلًا من وسط المدينة).